# ترياندريا
ترياندريا (Τριανδρία) هي منطقة مكتظة بالسكان في مقاطعة سالونيك. وهي وحدة بلدية تابعة لبلدية سالونيك وتقع بين سارانتا إكليسيس وآنو تومبا.
المنطقة تخدمها خطوط الحافلات رقم 17 و37 التابعة لمنظمة النقل المدني في سالونيك و التي تربطها بوسط مدينة سالونيك بينما الخط 30 يربطها بالشاطئ.

## التاريخ
أخذت ترياندريا اسمها من الثلاثي (ثلاثة رجال) شكلوا قيادة حركة الدفاع الوطني ومقرها سالونيك (إلفثيريوس فينيزيلوس، بافلوس كونتوريوتيس، باناغيوتيس داغليس).
في عام 1915، فر اللاجئون من آسيا الصغرى إلى المنطقة. في عام 1917، هرب ضحايا حريق ثيسالونيكي الكبير في 5 أغسطس، والذي أحرق معظم المركز التاريخي للمدينة على مساحة 1200 فدان. في عام 1919، أتى إليها اللاجئون من روسيا. في عام 1922، استقر اللاجئون اليونانيون من آسيا الصغرى وتراقيا في المنطقة ، وقاموا ببناء منازل مؤقتة لإيوائهم.
في عام 1929 ارتفع عدد سكانها 3,000 نسمة وسبب هذا العديد من المشاكل. كانت الحافلات تصل إلى المستشفى الإيطالي، واضطر السكان إلى السير أكثر من كيلومتر بدون طريق ممهد للوصول إلى منازلهم. لم تكن هناك مجاري وكانت البالوعات تفيض. كما تم إلقاء القمامة على أطراف المستوطنة. لذلك خاف السكان من حمى الضنك أو الكوليرا وتركوها في أول فرصة.
كانت المستوطنة تقع بين واديين. لم يكن بها طرق أو جسور لربطها بسالونيك وتومبا. في الشتاء، تنحدر مياه الجبال بسرعة وتصنع السيول مما يجعل الاقتراب من ترياندريا صعبًا جدًا أو مستحيلًا.
في عام 1976، تم بناء نحو 80٪ من المباني السكنية ذات الأربع طوابق. في عام 1983، تم وضعها كبلدية ترياندريا. في عام 2011، وفقًا لبرنامج كاليكراتيس، تم توحيدها مع بلدية سالونيك لتشكيل وحدة بلدية.

## السكان
تطور سكان ترياندريا على النحو التالي:
| التعداد | السكان |
| 1940    | 2.850  |
| 1951    | 3.210  |
| 1961    | 4.446  |
| 1971    | 4.569  |
| 1981    | 10.637 |
| 1991    | 12.060 |
| 2001    | 11.750 |
| 2011    | 9.986  |

## توأمة
لترياندريا اتفاقيات توأمة مع كل من:
- ماسميخيلين
- Mesa Geitonia [الإنجليزية]‏ منذ (2003 - 2011)[5]